# 1997 en Algérie
Chronologie de l’Algérie
- 1993
- 1994
- 1995
- 1996
- 1997
- 1998
- 1999
- 2000
- 2001

Cet article présente les faits marquants de l'année 1997 en Algérie ou relatifs à l'Algérie; datation selon le calendrier grégorien.

## Événements
- 40 000 personnes massacrées par les groupes armés en cours d'année.
- 3 janvier : l'ex-ministre de la planification, Ali Hamdi, se tue en manipulant son arme de service.
- 7 janvier : attentat de la rue Didouche Mourad; attaque terroriste islamiste à la voiture piégée perpétrée à Alger, rue Didouche Mourad
- 28 janvier : le président du comité national de sauvegarde de l’Algérie (CNSA) et secrétaire général de l'union générale des travailleurs algériens (UGTA), Abdelhak Benhamouda, est assassiné ainsi que son garde du corps et un vigile à sa sortie du siège du syndicat à la place du 1er Mai.
- Février : création du Rassemblement national démocratique (RND), parti de l'armée.
- 3 au 4 avril : massacre de Thalit (dans la Wilaya de Médéa, près de Ksar el Boukhari), à environ 70 km d'Alger, en pleine guerre civile algérienne.
- 1er juin : attentat de la place des Matryrs; attaque terroriste islamiste à la bombe perpétrée sur la place des Martyrs à Alger le 1er juin 1997. Le bilan définitif fait état de 7 morts et 54 blessés[1].
- 5 juin : élections législatives. Victoire du Rassemblement national démocratique (RND).
- 24 juin : deuxième gouvernement d'Ahmed Ouyahia, en fonction du 24 juin 1997[2] au  19 décembre 1998.
- Juillet-décembre 1997: plusieurs dizaines de milliers de personnes sont massacrées par des groupes armés, principalement dans les petites localités de l'algérois.
- 22 septembre : massacre de Bentalha, village à 20 km de la banlieue d'Alger. Plus de 800 morts en une seule nuit.
- 23 septembre : la Madone de Bentalha, surnommée aussi à l'époque de sa parution la Pietà algérienne ou la Madone algérienne, est une photo prise le 23 septembre 1997 par Hocine Zaourar à l'hôpital de Zmirli, près d'Alger. Cette photo met en scène une femme endeuillée et foudroyée par la douleur après le massacre de sa famille par les membres du Groupe islamique armé (GIA) à Benthala, à 15 km au sud d'Alger, dans la nuit du 22 au 23 septembre 1997. Ce massacre s'est déroulé en pleine guerre civile algérienne et a fait près de 200 victimes[3]
- 1er octobre : trêve unilatérale décrétée par l'Armée islamique du salut (AIS).
- 23 octobre : élections municipales, remportées par le RND.
- 24 octobre : large victoire du président Liamine Zéroual aux élections communales en Algérie.

## Sports

### Basket-ball
- Championnat d'Algérie de basket-ball 1996-1997
- Championnat d'Algérie de basket-ball 1997-1998
- Coupe d'Algérie de basket-ball 1996-1997
- Coupe d'Algérie de basket-ball 1997-1998

### Football
- Équipe d'Algérie de football en 1997
- Championnat d'Algérie de football 1996-1997
- Championnat d'Algérie de football 1997-1998
- Championnat d'Algérie de football de deuxième division 1996-1997
- Championnat d'Algérie de football de deuxième division 1997-1998
- Coupe de la Ligue d'Algérie de football 1997-1998
- Coupe d'Algérie de football 1996-1997
- Coupe d'Algérie de football 1997-1998
- Saison 1996-1997 de l'USM Alger
- Saison 1997-1998 de l'USM Alger
- Saison 1997-1998 de l'USM Blida

## Culture

### Cinéma
- Le Gone du Chaâba, film franco-algérien réalisé par Christophe Ruggia sorti en 1997, adapté du livre autobiographique d'Azouz Begag.
- La Montagne de Baya (titre original : Adrar n Baya), film algérien d'expression tamazight[4],  kabyle réalisé par Azzedine Meddour et sorti en 1997.

## Naissances en 1997
- Naissance en Algérie en 1997

## Décès en 1997
- Décès en Algérie en 1997